# Osbeckia parvifolia
Osbeckia parvifolia är en tvåhjärtbladig växtart som beskrevs av George Arnott Walker Arnott. Osbeckia parvifolia ingår i släktet Osbeckia och familjen Melastomataceae. Inga underarter finns listade i Catalogue of Life.